# Shahbāzvand
Shahbāzvand (persiska: شهبازان, شهبازوند, Shahbāzān) är en ort i Iran.   Den ligger i provinsen Ilam, i den västra delen av landet, 500 km sydväst om huvudstaden Teheran. Shahbāzvand ligger 1 115 meter över havet och antalet invånare är 291.
Terrängen runt Shahbāzvand är kuperad. Runt Shahbāzvand är det ganska tätbefolkat, med 52 invånare per kvadratkilometer. Närmaste större samhälle är Shāhzādeh Moḩammad, 16,4 km öster om Shahbāzvand. Omgivningarna runt Shahbāzvand är i huvudsak ett öppet busklandskap.